# 2-二苯甲基哌啶
2-二苯甲基哌啶（英語： 或 ，缩写2-DPMP）分子式C18H21N，是一种去甲腎上腺素-多巴胺再吸收抑制劑（NDRI），1950年代由汽巴精化开发。